# هوي أن
هوي أن (بالفيتنامية: Hội An) وتُعرف كذلك باسم فايفو (بالفيتنامية: Fai-Fo)‏ وهي مدينة قديمة تقع في الفيتنام ومصنفة ضمن لائحة التراث العالمي تُطل هذه المدينة على بحر الصين الجنوبي ويبلغ عدد سكانها 121,716 نسمة ومساحتها حوالي 2000 كلم مربع وتتواجد في هذه المدينة العديد من المباني والحصون القديمة.

## السياحة
تشمل هوي أن عدة متاحف للفن الصيني، أربعة منازل شهيرة وصيدلية على الطريقة الفيتنامينة وجسر على النمط الياباني. كما أن بها معبدا يسمى «معبد كوان كونغ». كما يحب السياح سماع الموسيقى الفيتنامية وتعرض في عدة صالات.
أضافت اليونسكو هوي أن إلى قائمة التراث العالمي، وتقع المدينة الاثرية «ماي سون» على بعد 50 كيلومتر غرب هوي أن.

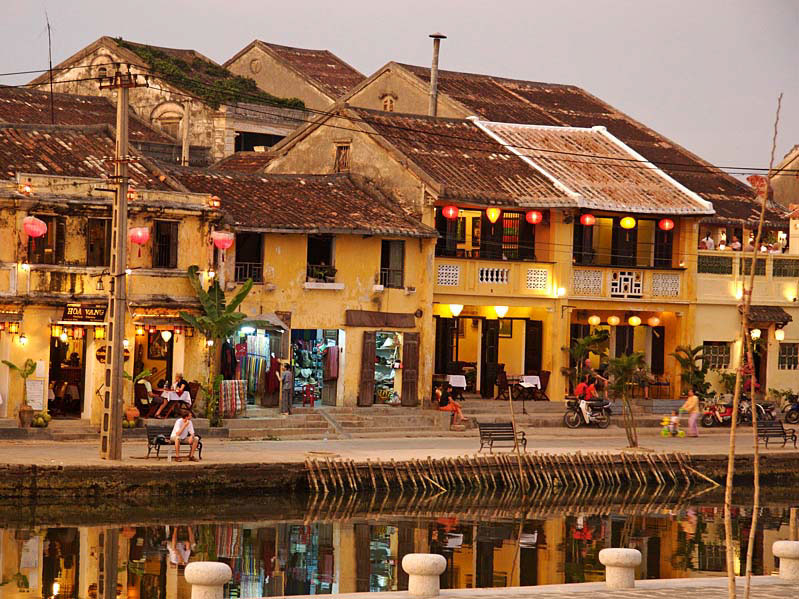
بيوت ومحال في هوي أن
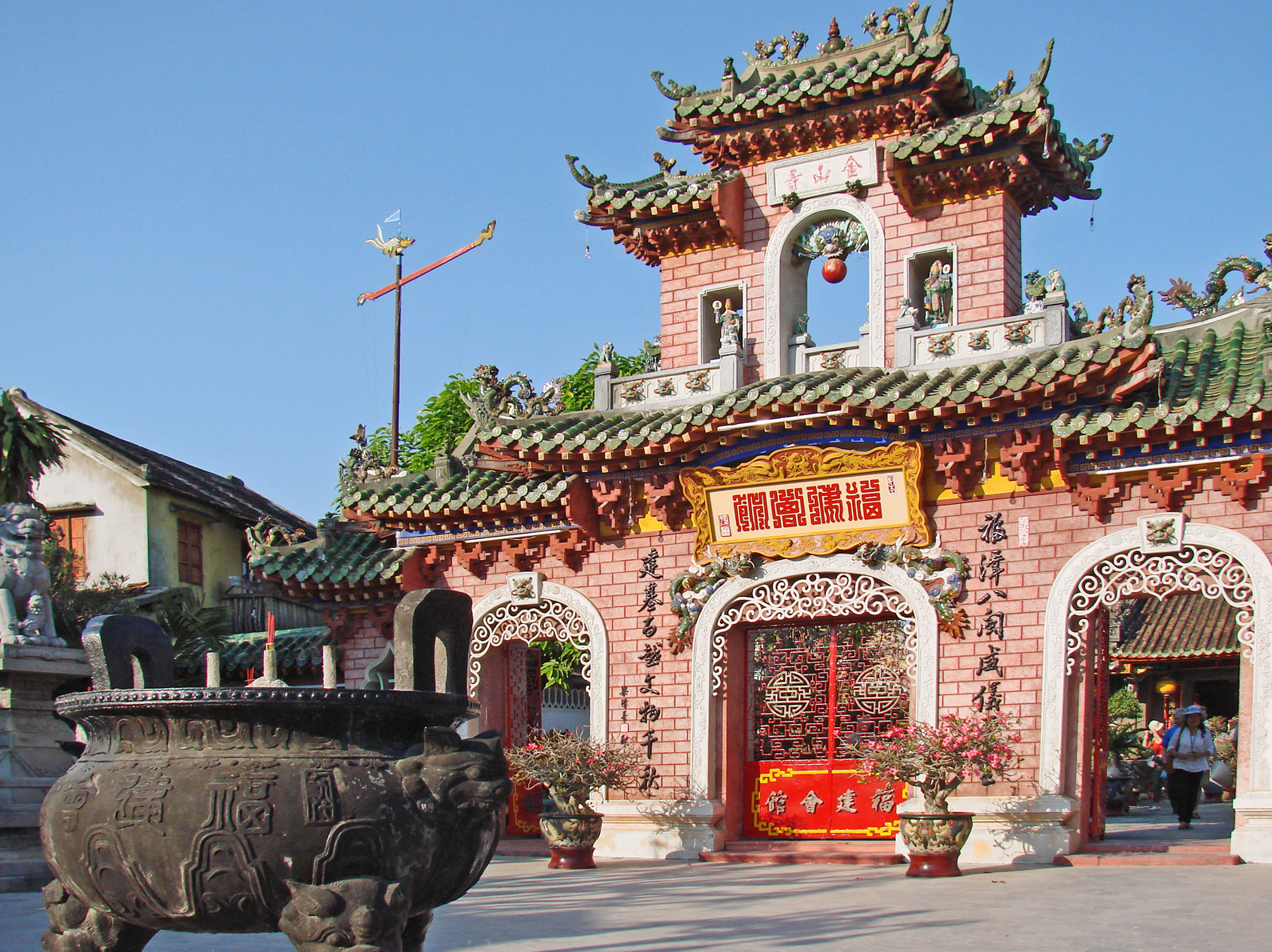
باب يؤدي إلى صالة فوك كين
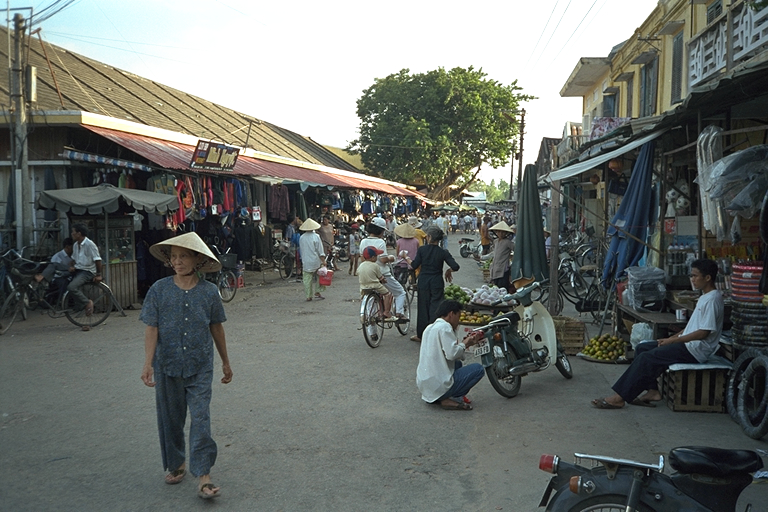
سوق في هوي أن (2004)
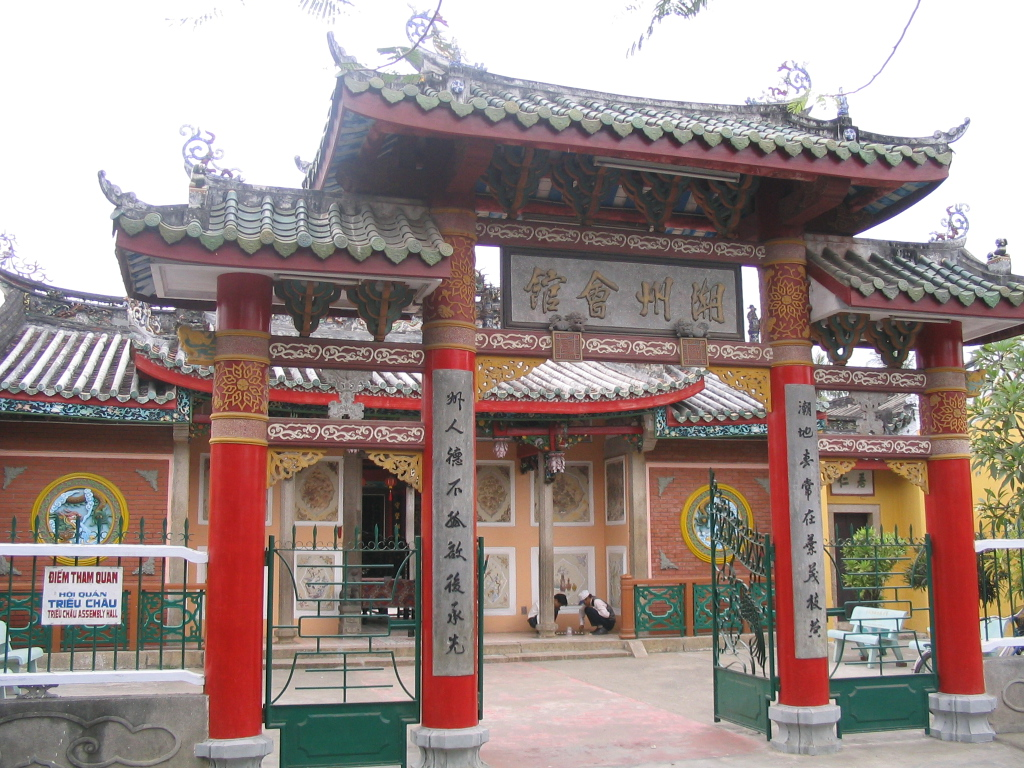
باب يؤدي إلى صالة تريو شاو .

## توأمة
لهوي أن اتفاقيات توأمة مع:
- فيرنيغيروده